# Francisco Cabral
Francisco Cabral (* 8. ledna 1997 Porto) je portugalský profesionální tenista, deblový specialista. Ve své dosavadní kariéře na okruhu ATP Tour vyhrál tři deblové turnaje. Na challengerech ATP a okruhu ITF získal dvacet čtyři titulů ve čtyřhře.
Na žebříčku ATP byl ve dvouhře nejvýše klasifikován v červnu 2018 na 862. místě a ve čtyřhře v červenci 2025 na 37. místě.
V portugalském daviscupovém týmu debutoval v roce 2022 portskou baráží 1. světové skupiny proti Polsku, v níž s Nunem Borgesem vyhráli čtyřhru nad Walkówem a Zielińskim. Poláci zvítězili 4:0 na zápasy. Do září 2024 v soutěži nastoupil k pěti mezistátním utkáním s bilancí 0–0 ve dvouhře a 2–3 ve čtyřhře.

## Tenisová kariéra
Na okruhu ATP Tour debutoval ve 25 letech čtyřhrou na antukovém Estoril Open 2022, do níž obdržel s krajanem Nunem Borgesem divokou kartu. V semifinále přehráli nejvýše nasazené Jamieho Murrayho s Michaelem Venusem. V boji o titul zdolali argentinsko-švédskou dvojici Máximo González a André Göransson. Bodový zisk oba poprvé posunul do světové stovky deblové klasifikace, Cabral na 80. místo a Borges na 99. příčku.
Do grandslamu premiérově zasáhl s Borgesem v deblu Wimbledonu 2022. Po pětisetové bitvě přehráli Filipínce Treata Hueye a Chorvata Franka Škugora, než je vyřadili kolumbijské turnajové šestky Juan Sebastián Cabal a Robert Farah Maksúd. Druhou trofej přidal na červencovém Swiss Open Gstaad 2022, kde s Hercegovcem Tomislavem Brkićem ve finále zvítězili nad nizozemsko-rakouskou dvojici Robin Haase a Philipp Oswald. Na túře ATP odehráli po červnovém BOSS Open 2022 druhý společný turnaj.

## Finále na okruhu ATP Tour

### Čtyřhra: 6 (3–3)
| Legenda                   |
| ------------------------- |
| Grand Slam (0)            |
| Turnaj mistrů (0)         |
| ATP Tour Masters 1000 (0) |
| ATP Tour 500 (0)          |
| ATP Tour 250 (3–3)        |

| Stav      | č. | datum         | turnaj                          | kategorie | povrch | spoluhráč           | soupeři ve finále                   | výsledek                   |
| --------- | -- | ------------- | ------------------------------- | --------- | ------ | ------------------- | ----------------------------------- | -------------------------- |
| Vítěz     | 1. | duben 2022    | Estoril, Portugalsko            | ATP 250   | antuka | Nuno Borges         | Máximo González André Göransson     | 6–2, 6–3                   |
| Vítěz     | 2. | červenec 2022 | Gstaad, Švýcarsko               | ATP 250   | antuka | Tomislav Brkić      | Robin Haase Philipp Oswald          | 6–4, 6–4                   |
| Finalista | 1. | duben 2023    | Banja Luka, Bosna a Hercegovina | ATP 250   | antuka | Oleksandr Nedověsov | Jamie Murray Michael Venus          | 5–7, 2–6                   |
| Finalista | 2. | červenec 2023 | Båstad, Švédsko                 | ATP 250   | antuka | Rafael Matos        | Gonzalo Escobar Oleksandr Nedověsov | 2–6, 2–6                   |
| Finalista | 3. | září 2023     | Čcheng-tu, Čína                 | ATP 250   | tvrdý  | Rafael Matos        | Sadio Doumbia Fabien Reboul         | 6–4, 5–7, [7–10]           |
| Vítěz     | 3. | červenec 2025 | Gstaad, Švýcarsko (2)           | ATP 250   | antuka | Lucas Miedler       | Hendrik Jebens Albano Olivetti      | 6–7(4–7), 7–6(7–4), [10–3] |

## Tituly na challengerech ATP

### Čtyřhra (11 titulů)
| Legenda          |
| ---------------- |
| Challengery (11) |

| Č.  | datum              | turnaj                  | povrch     | spoluhráč          | poražení finalisté                        | výsledek              |
| --- | ------------------ | ----------------------- | ---------- | ------------------ | ----------------------------------------- | --------------------- |
| 1.  | 11. dubna 2021     | Oeiras, Portugalsko     | antuka     | Nuno Borges        | Pavel Kotov Ceng Čchun-sin                | 6–1, 6–2              |
| 2.  | 25. září 2021      | Braga, Portugalsko      | antuka     | Nuno Borges        | Jesper de Jong Bart Stevens               | 6–3, 6–7(4–7), [10–5] |
| 3.  | 6. listopadu 2021  | Tenerife, Španělsko     | tvrdý      | Nuno Borges        | Džívan Nedunčežijan Purav Radža           | 6–3, 6-4              |
| 4.  | 27. listopadu 2021 | Manamá, Bahrajn         | tvrdý      | Nuno Borges        | Maximilian Neuchrist Michail Pervolarakis | 7–5, 6–7(5–7), [10–8] |
| 5.  | 11. prosince 2021  | Maia, Portugalsko       | antuka     | Nuno Borges        | Andrej Martin Gonçalo Oliveira            | 6-3, 6-4              |
| 6.  | 18. prosince 2021  | Maia, Portugalsko       | antuka (h) | Nuno Borges        | Piotr Matuszewski David Pichler           | 6-4, 7-5              |
| 7.  | 2. dubna 2022      | Oeiras, Portugalsko     | antuka     | Nuno Borges        | Sandžar Fajzijev Markos Kalovelonis       | 6–3, 6–0              |
| 8.  | 9. dubna 2022      | Oeiras, Portugalsko     | antuka     | Nuno Borges        | Zdeněk Kolář Adam Pavlásek                | 6–4, 6–0              |
| 9.  | 23. dubna 2022     | Stromovka, Praha, Česko | antuka     | Szymon Walków      | Tristan Lamasine Lucas Pouille            | 6–2, 7–6(14–12)       |
| 10. | 7. května 2022     | Štvanice, Praha, Česko  | antuka     | Nuno Borges        | Andrew Paulson Adam Pavlásek              | 6–4, 6–7(3–7), [10–5] |
| 11. | 29. dubna 2023     | Řím, Itálie             | antuka     | Nicolás Barrientos | Andrej Golubjev Denys Molčanov            | 6–3, 6–1              |